# Jasione idaea
Jasione idaea là loài thực vật có hoa trong họ Hoa chuông. Loài này được Stoj. mô tả khoa học đầu tiên năm 1926.